# 커넥텀엔터테인먼트
커넥텀엔터테인먼트는 비, 엠블랙, JYJ, 몬스타엑스, AB6IX 등과 협업한 프로듀서이자 힙합 R&B 싱어송라이터인 태완이 설립한 대한민국의 연예 기획사이다.

## 소속 아티스트

### ARTIST
- 김규종